# Валленхорст
Валленхорст (нем. Wallenhorst) — община в Германии, в земле Нижняя Саксония.
Входит в состав района Оснабрюк. Население составляет 23 706 человек (на 31 декабря 2010 года). Занимает площадь 47,18 км².
Коммуна подразделяется на 4 сельских округа.
| Год  | Население |
| ---- | --------- |
| 1990 | 21 264    |
| 1995 | 22 685    |
| 2000 | 23 223    |
| 2005 | 24 154    |
| 2010 | 23 788    |